# Чевкин, Константин Владимирович
Константи́н Влади́мирович Че́вкин (1803—1875) — генерал от инфантерии Русской императорской армии, генерал-адъютант. Сенатор, главноуправляющий путями сообщения и публичными зданиями (1855—1862), председатель комитета по делам Царства Польского (1872—1874).

## Биография
Родился 26 апреля (8 мая) 1803 года в семье генерал-майора и подольского губернатора Владимира Ивановича Чевкина и польки Марии Александровны Хржановской, вдовы подполковника Глазенапа.
Воспитывался в престижном пансионе аббата Николя. В 1815 году поступил в Пажеский корпус, по окончании которого в 1822 году был выпущен прапорщиком в Гвардейский генеральный штаб. Состоял для поручений при военачальниках графе И. И. Дибиче и графе П. П. Сухтелене. В 1827 году участвовал в Персидской кампании. В 1828—1830 года находился в действующей против турок армии при осаде Браилова и Варны, и при переходе через Балканы и занятии Адрианополя. Был награждён званием флигель-адъютанта. В Польскую кампанию участвовал в действиях против повстанцев при Остроленке, при штурме Варшавы и взятии Модлина.
В 1834 году был назначен начальником штаба Корпуса горных инженеров. От имени корпуса Чевкин приглашал в Россию Ф. Герстнера, будущего строителя Царскосельской железной дороги. В 1835—1836 ездил в Сибирь для осмотра Алтайского и Нерчинского горных округов и посещал Уральские заводы. В 1836 году был командирован за границу для осмотра иностранной горной промышленности. В 1840 году совершал осмотр железных дорог за границей. Как участник проектирования железной дороги Петербург — Москва Чевкин входил в специальный комитет, учреждённый для строительства Николаевской железной дороги. 4 декабря 1843 года за беспорочную выслугу 25 лет в офицерских чинах награждён орденом Святого Георгия 4-й степени. В 1843 году Чевкин инспектировал горные и соляные промыслы южной России, в 1845 году — уральские заводы. 11 апреля 1843 года произведен в генерал-лейтенанты.
25 июля 1845 года получил звание сенатора, но вскоре отошел от активной государственной деятельности. После восшествия на престол Александра II вернулся на службу.
В 1846 году выполнил эскиз Константиновской медали — высшей награды Русского географического общества, названной в честь великого князя Константина Николаевича (1827—1892).
В августе 1855 года назначен членом Военного совета. Через два месяца был назначен на место ненавистного многим графа П. А. Клейнмихеля главноуправляющим путями сообщения. По словам князя Д. А. Оболенского, Чевкин «имел репутацию весьма умного и образованного человека, его назначение было встречено всеобщей радостью, восторгом и восклицаниями, все целовались и поздравляли друг друга, по рукам даже ходили стихи по этому случаю». 15 апреля 1856 года назначен генерал-адъютантом, а 26 августа пожалован в генералы от инфантерии.
В начале 1860-х годов был назначен осуществлять общее наблюдение за строительством памятника 1000-летию России, открытого в сентябре 1862 года. 11 октября 1862 года назначен членом Государственного совета, где состоял председателем департамента экономии.
С 1872 года состоял председателем Комитета по делам Царства Польского. В январе 1874 года по состоянию здоровья был вынужден уйти в отпуск. В апреле 1875 года выехал на лечение во Францию.
Скончался 3 (15) ноября 1875 года от водянки во французской Ницце и был похоронен там же на русском кладбище Кокад.
По словам князя П. В. Долгорукова, Чевкин имел замечательный ум, обширные познания, несомненные способности, редкое трудолюбие, но вместе с тем он был неуживчивого характера и вечно со всеми ссорился, за что его прозвали «ежом в генеральских эполетах», однако, он был «самым умным ежом Российской Империи». Канцлер О. фон Бисмарк писал о Чевкине:

 В качестве исключения из этой категории [поколения Николая І], приближавшейся по своему духовному облику к старшему поколению, могут быть названы … железнодорожный генерал Чевкин, человек в высшей степени тонкого и острого ума, каким нередко отличаются горбатые люди, обладающие своеобразным умным строением черепа.

Его именем назван минерал чевкинит.

## Награды
- Орден Святой Анны 4-й степени (16.01.1826)[8]
- Орден Святой Анны 3-й степени (05.06.1827)
- Орден Святого Владимира 4-й степени с бантом (06.12.1827)
- Орден Святой Анны 2-й степени (01.08.1829)
- Орден Святого Владимира 3-й степени (17.09.1829)
- Знак ордена За военное достоинство 3-й степени (1831)
- Орден Святого Станислава 2-й степени (06.10.1831)
- Орден Святого Станислава 1-й степени (06.12.1833)
- Орден Святой Анны 1-й степени (07.04.1835)
- Орден Святого Владимира 2-й степени (06.12.1837)
- Императорская корона к ордену Святой Анны 1-й степени (06.12.1842)
- Орден Святого Георгия 4-й степени за 25 лет выслуги в офицерских чинах (04.12.1843)
- Орден Белого орла (30.12.1849)
- Орден Святого Александра Невского (27.05.1857)
- Бриллиантовые знаки к ордену Святого Александра Невского (08.09.1859)
- Орден Святого Андрея Первозванного (23.04.1861)
- Орден Святого Владимира 1-й степени (01.01.1865)
- Бриллиантовые знаки к ордену Святого Андрея Первозванного (01.01.1869)
- Портрет Его Императорского Величества, украшенный алмазами, для ношения в петлице на Андреевской ленте (31.03.1872)
- Знак отличия беспорочной службы за XV лет (22.08.1839)
- Знак отличия беспорочной службы за XX лет (22.08.1843)
- Знак отличия беспорочной службы за XXV лет (22.08.1850)
- Знак отличия беспорочной службы за XXX лет (22.08.1856)
- Знак отличия беспорочной службы за XL лет (22.08.1873)

Иностранные:
- Прусский орден Святого Иоанна Иерусалимского (1830)
- Баденский орден Военных заслуг Карла Фридриха 2-й степени командорский крест (1830)
- Гессен-Дармштадтский орден Людвига 2-й степени командорский крест (1830)
- Прусский орден Красного Орла 1-й степени (1857)

## Семья

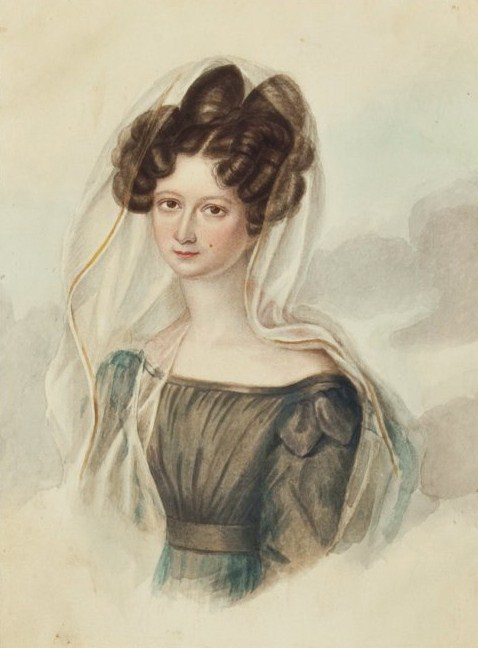
Екатерина Фоминична, жена

Жена (с 10 ноября 1829 года) — графиня Екатерина Фоминична Томатис (1799—07.12.1879), фрейлина двора (1827), дочь полковника и георгиевского кавалера Томаса Ивановича Томатиса (1753—1823). Венчание было в Петербурге в Придвоной церкви Зимнего дворца, поручителем по жениху был граф В. Адлерберг, по невесте — П. Л. Шиллинг. В апреле 1860 года была награждена орденом Святой Екатерины (меньшого креста). Похоронена на кладбище в церкви Сен-Пьер-д’Аренев в Ницце. Их единственный сын:
- Николай (1830—10.01.1869)[10], выпускник Пажеского корпуса, поручик Лейб-гвардии Уланского полка, полковник. По словам современника, «воспитанный между баловством матери и строгостью отца, он отплатил им обоим своими кутежами, наделал множество долгов, заболел и умер молодым.Обстоятельство это глубоко огорчило его отца, а это гнетущее горе имело несомненное влияние на его расположение духа, придавало ему в старости и при его недугах вид раздраженного человека»[11].